# Warnen

Karte der germanischen Stämme um 50 n. Chr. mit Angabe des Siedlungsgebietes der Warnen

Die Warnen (auch Wariner, Varinner, Varinne, Variner, altgriechisch Ουαρνοι Ouarnoi (Warnoi) oder Ουαρίνοι Ouarinoi (Warinoi), lateinisch Varini, Varni) waren ein germanischer Volksstamm. Die althochdeutsche Form ihres Namens ist Warjan.

## Antike Quellen
Plinius der Ältere erwähnt in seiner Naturalis historia die Varinnae zusammen mit Burgunden, Gutonen und Charinern, die er zur Gruppe der Vandili (Wandalen) zählte.
Tacitus zählt in seiner Germania die Varini zu den sieben kleinen und unkriegerischen Stämmen, die er den großen Suebenstämmen Semnonen und Langobarden gegenüberstellt und die durch Wälder und Flüsse vor Kämpfen und Herausforderungen geschützt seien. Die deutsche Archäologin  Johanna Mestorf identifizierte die Warnen mit dem zwischen 50 v. Chr. und 200 n. Chr. zwischen den Angeln und jütischen Stämmen siedelnden Over-Jerstal-Kreis im heutigen südlichen Jütland; eine These, die 2013 von Per Ethelberg vom Museum Sønderjylland unterstützt wurde.
Claudius Ptolemäus erwähnt um 150 nach Chr. in seiner Geographike Hyphegesis die Οὐίρουνοι Ouirounoi (Wirounoi) als kleinen Stamm zwischen den Saxonen, die am Nacken der Kimbrischen Halbinsel wohnen, und den Sueben.

## Warnen in Mecklenburg
Die Historiker sind sich nicht ganz einig, ob die drei antiken Autoren denselben Stamm meinten. Das Siedlungsgebiet scheint im westlichen Mecklenburg gelegen zu haben. In der Völkerwanderungszeit verließ im 2. oder 3. Jahrhundert wohl der größte Teil der Warnen zusammen mit Volksteilen der benachbarten Angeln ihre Heimat und wanderte in damalige Siedlungsgebiete der Hermunduren ein. Ein Teil mag zurückgeblieben sein und sich mit den im 6. bis 8. Jahrhundert nachrückenden Slawen vermischt haben.
Einige, aber nicht viele Gewässer- und andere geografische Namen zwischen Elbe und Oder verweisen auf vorslawische germanische Ursprünge. Inwieweit sich das antike Siedlungsgebiet der Warnen aus heutigen Namen ablesen lässt, ist zweifelhaft. So werden die Toponyme Warnow und Warin wahlweise auf die Warnen oder slawische Worte zurückgeführt: Warnow von wran (warna, wron) für Krähe oder Rabe, Warin über einen Personennamen von wariti (kochen). Der Name der Stadt Waren wird oft mit Ptolemäus’ Οὐιρουνον Ouirounon (lateinisch Virunum) in Verbindung gebracht und könnte so auf den Stammesnamen der Warnen zurückgehen. Das passt allerdings nicht zu den Koordinaten, nach denen Virunum östlich des Suevus liegt. Nimmt man Ptolemäus’ Koordinaten ernst, so notierte er für die Warnow den Namen Chalusus fluvius. Nach einer Koordinatentransformation der TU Berlin ergibt sich jedoch für die Chalusus eine Lage weiter östlich; es handelt sich vermutlich eher um die Recknitz, die früher direkt in die Ostsee mündete, oder den Peenestrom.
Nach einem Bericht des Historikers Prokop ging eine Tochter von Theuderich I. († 534) eine Beziehung mit dem Warnenkönig Hermegisclus ein und, nach seinem Tod, mit dessen Sohn Radigis. Da nach dieser Erzählung Prokops die gegnerischen Parteien über Kriegsflotten für Seekriegsverhältnisse verfügen, dürfte das Reich dieser Warnenkönige einen Zugang zum Meer bzw. zur Ostsee gehabt haben. Raymond Wilson Chambers und Kemp Malone verorten das Gebiet der Warnen bzw. einen Teil ihres nördlich von Thüringen geschätzten Reiches im 6. Jahrhundert zwischen Elbe und Saale.
Aus einem Brief des Ostgotenkönigs Theoderich, der darin eine bedrohliche Machtexpansion von Chlodwig I. beschreibt und deswegen die Könige der Thüringer, Heruler und Warnen unbedingt für eine Allianz gegen den Frankenherrscher gewinnen will, wird ebenfalls dieser geografisch zusammenhängende Völkerverbund geschlossen. Dieser wird auch durch die Lex Angliorum et Werinorum hoc est Thuringorum nahegelegt, dem unter Karl dem Großen aufgezeichneten „Recht der Angeln und Warnen, das heißt der Thüringer“. Demnach wäre das Warnenreich nahe bei Engilin („Angeln“) im thüringischen Becken zu lokalisieren, siehe insoweit auch Warnen in Thüringen. Allerdings bezieht sich Prokop für das 6. Jahrhundert auch auf eine anglische Migration („Rückwanderung“) von der britischen Insel zu den Warnen, womit sich deren kontinentaler Sitz lediglich im Bereich des thüringischen Beckens jedoch nicht absichern lässt.

## Warnen in Thüringen
Zusammen mit Bevölkerungsteilen der Angeln, Hermunduren und anderer Stämme, darunter auch Turonen, Quaden, Markomannen, Langobarden und Semnonen, bildeten die Warnen wohl den späteren Großstamm der Thüringer, dessen Stammesgebiet während des 6. Jahrhunderts in das Frankenreich einverleibt wurde. Die Warnen waren vermutlich namensgebend für die zwischen Saale und Elster gelegene Landschaft Werenofeld. An die in Thüringen siedelnden Warnen erinnerte später noch als Lex Angliorum et Werinorum hoc est Thuringorum überlieferte thüringische Stammesrecht.
Bei ihren Nachbarn, den Friesen, Sachsen, Franken und Wenden waren die Warnen offenbar für ihre ausgezeichneten Waffenschmiedearbeiten berühmt.
Das Volksrecht der Warnen ist in gesonderten ostfränkischen Kapitularien, zusammen mit dem der Angeln, als Lex Thuringorum niedergeschrieben worden.

## Warnen an der Rheinmündung
Zudem gibt es Hinweise auf ein Warnenreich um das Jahr 500 im Bereich der Rheinmündung. Nach Prokop leben Warnen damals „… jenseits der Donau und dehnen sich bis zum nördlichen Ozean und zum Rhein hin aus.“ Ob diese Stelle auf ein Reich der Westwarnen im Rheinmündungsgebiet hinweist, ist allerdings umstritten. Zweifelhaft ist jedoch auch, dass unter dem Namen Warnen hier Thüringer verstanden wurden.